# Sadok Sassi

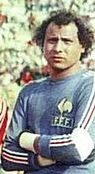
Sassi con la maglia del Club Africain nella stagione 1975-1976.

Sadok Sassi (in arabo الصادق ساسي‎?; Tunisi, 15 novembre 1945) è un ex calciatore tunisino, di ruolo portiere.

## Biografia
Nato nel quartiere tunisino di Rahbet Ghnem, perse il padre all'età di due anni.

## Carriera

### Club
Formatosi nel Club Africain, esordì con il sodalizio tunisino nella partita contro l'Étoile Sportive du Sahel, terminato per 1-0 a favore del club di Susa.
Nella sua carriera sportiva, che si svolse tutta tra le file del Club Africain, vinse cinque campionati tunisini ed otto coppe nazionali.

### Nazionale
Con la nazionale tunisina, di cui è primatista di presenze (116), ha partecipato al mondiale 1978.

## Palmarès

### Club

#### Competizioni nazionali
- Campionato tunisino: 5

Club Africain: 1963-1964, 1966-1967, 1972-1973, 1973-1974, 1978-1979
- Coppa di Tunisia: 8

Club Africain: 1964-1965, 1966-1967, 1967-1968, 1968-1969, 1969-1970, 1971-1972, 1972-1973, 1975-1976